# Ciracap (plaats)
Ciracap is een bestuurslaag in het regentschap Sukabumi van de provincie West-Java, Indonesië. Ciracap telt 8063 inwoners (volkstelling 2010).